# 기린 (운영 체제)
기린(영어: Kylin, 麒麟)은 2001년 이후로 중화인민공화국의 국방과학기술대학(NUDT)이 개발한 운영 체제의 하나이다. 이 운영 체제의 이름은 전설의 짐승 기린에서 따서 지어졌다. 최초의 버전들은 FreeBSD 기반이었으며 중국 군사 및 기타 정부 기관의 이용을 위해 고안되었다. 버전 3.0 기린부터 리눅스 기반이 되어 네오기린(NeoKylin)이 2010년 발표되었다. 리눅스 운영 체제로서 우분투를 사용한 별도의 프로젝트가 2013년 발표되었다. 우분투 기린의 첫 버전은 2013년 4월에 출시되었다.

## FreeBSD 버전
기린의 개발은 국방과학기술대학이 중국을 외국 기술에서 독립시키자는 863 계획 하에  운영 체제 개발 임무를 받은 2001년 시작되었다. 목적은 "여러 종류의 서버 플랫폼을 지원하고, 높은 성능을 달성하며 높은 가용성과 높은 보안, 유닉스 및 리눅스 운영 체제의 국제 표준 준수"였다.

## 기린 리눅스 (네오기린)
기린 3.0의 출현과 함께 기린은 리눅스 커널을 사용해왔다.

## 같이 보기
- 훙멍
- 붉은별 (운영 체제)
- 하모니카 (운영 체제)